# Wade Belak
Wade Belak, född 3 juli 1976 i Saskatoon, Saskatchewan, död 31 augusti 2011 i Toronto, Ontario, var en kanadensisk professionell ishockeyspelare. Han spelade för NHL-klubbarna Colorado Avalanche, Calgary Flames, Toronto Maple Leafs, Florida Panthers och Nashville Predators.
Han valdes i första rundan som 12:e spelare totalt av Quebec Nordiques i NHL-draften 1994.
På 549 grundseriematcher i NHL gjorde Belak 8 mål och 25 assist för sammanlagt 33 poäng. Han samlade också på sig 1263 utvisningsminuter. På 22 slutspelsmatcher gjorde Belak 1 mål och registrerades för 36 utvisningsminuter.
Den 31 augusti 2011 påträffades Wade Belak död i en lägenhet i Toronto. Han hade begått självmord.